# NGC 6267
NGC 6267 est une galaxie spirale barrée située dans la constellation d'Hercule. Sa vitesse par rapport au fond diffus cosmologique est de 2 983 ± 1 km/s, ce qui correspond à une distance de Hubble de 44,0 ± 3,1 Mpc (∼144 millions d'al). NGC 6267 a été découverte par l'astronome allemand William Herschel en 1784.
La classe de luminosité de NGC 6267 est II-III et elle présente une large raie HI.
À ce jour, cinq mesures non basées sur le décalage vers le rouge (redshift) donnent une distance de 50,760 ± 7,994 Mpc (∼166 millions d'al), ce qui est à l'intérieur des valeurs de la distance de Hubble.

## Groupe de NGC 6278
NGC 6267 fait partie d'un trio de galaxies, le groupe de NGC 6278. L'autre galaxie du trio est UGC 10650.
D'autre part, selon un article publié par Steven D. Peterson en 1979, NGC 6267 et NGC 6278 forment une paire de galaxies.